# Jim Catania
Jim Catania, noto anche con lo pseudonimo di Mr. Jim (5 gennaio 1954), è un batterista statunitense.

## Biografia
Ha sostituito Manny Martínez nei Misfits nell'autunno del 1977, rimanendovi fino al novembre 1978. È stato anche componente dei Whodat And Boojang con Glenn Danzig. Mr. Jim è credenziato nelle stesse canzoni di Franché Coma nei Misfits. Jim lascia la band dopo il ritorno di Franché al vecchio gruppo, i Continental Crawler. Successivamente suona con i The Adults ed i Aces and Eights. Sia Jim che Manny si sono diplomati alla Lodi High School nel 1971. Dopo aver lasciato Lodi (New Jersey), Jim si trasferisce ad Hawthorne con la moglie, dopodiché nuovamente ad Hoboken, New Jersey. Attualmente vivono in Florida.

## Discografia con i Misfits
- Bullet (1978) - EP
- Beware (1980) - EP
- Static Age (1997) - Album

## Discografia con i Continental Crawler
- Promotional Pollution (1979) - EP